# Dysidea elegans
Dysidea elegans är en svampdjursart som först beskrevs av Lendenfeld 1889.  Dysidea elegans ingår i släktet Dysidea och familjen Dysideidae. Utöver nominatformen finns också underarten D. e. pontica.